# Basrasångare
Basrasångare (Acrocephalus griseldis) är en tätting i familjen rörsångare som häckar mycket lokalt i Mellanöstern.

## Utseende och läten
Basrasångaren är en relativt stor rörsångare med en kroppslängd på 18 centimeter. Ovansidan är mörkbrun, undersidan huvudsakligen vit med gräddgula flanker. Huvudteckningen är pregnant med vitaktigt ögonbrynsstreck och kontrasterande mörkt ögonstreck. 
Jämfört med liknande trastsångaren (Acrocephalus arundinaceus) är den slankare, har längre och spetsigare näbb med blekare undre näbbhalva, blekare undersida, kortare stjärt och avsaknad av rödbruna toner i fjäderdräkten. Från papyrussångaren (A. stentoreus) skiljer den sig genom längre handpenneprojektion och bleka kanter på handpennorna. 
Sången liknar trastsångarens, men är mycket långsammare, mer långmäld och mindre rytmisk.

## Utbredning
Basrasångaren är en flyttfågel som häckar i Eufrats och Tigris dalgång i södra Irak. 2007 observerades den även som häckfågel i norra Israel. Under flyttningen ses den regelbundet i sydvästra Iran, Kuwait och Saudiarabien, och i de två förra kan den möjligen häcka. På vintrarna finns den i ett område som sträcker sig från Kenya till Malawi. Arten har även påträffats på Cypern samt i Oman och Syrien.

### Familjetillhörighet
Tidigare fördes rörsångarna liksom ett mycket stort antal andra arter till familjen Sylviidae, tidigare kallad rätt och slätt sångare. Forskning har dock visat att denna gruppering är missvisande, eftersom då även välkända och mycket distinkta familjer som svalor, lärkor och stjärtmesar i så fall bör inkluderas. Basrasångaren med släktingar har därför brutits ut till familjen rörsångare (Acrocephalidae).

## Ekologi
Fågeln häckar likt många av sina släktingar i vegetation i eller kring grunt stillastående eller rinnande vatten, helst i kaveldun men ses ofta födosöka i intilliggande stånd av säv. Under flyttningen hittas den lågt i vassbälten, i mangroveträsk eller trädgårdar, medan den påträffats vintertid i allt från kaveldunfält och kustnära saltörten Suaeda monoica till täta buskar vid diken, träsk, sjöar och gölar. Information om dess häckningsbeteende saknas.

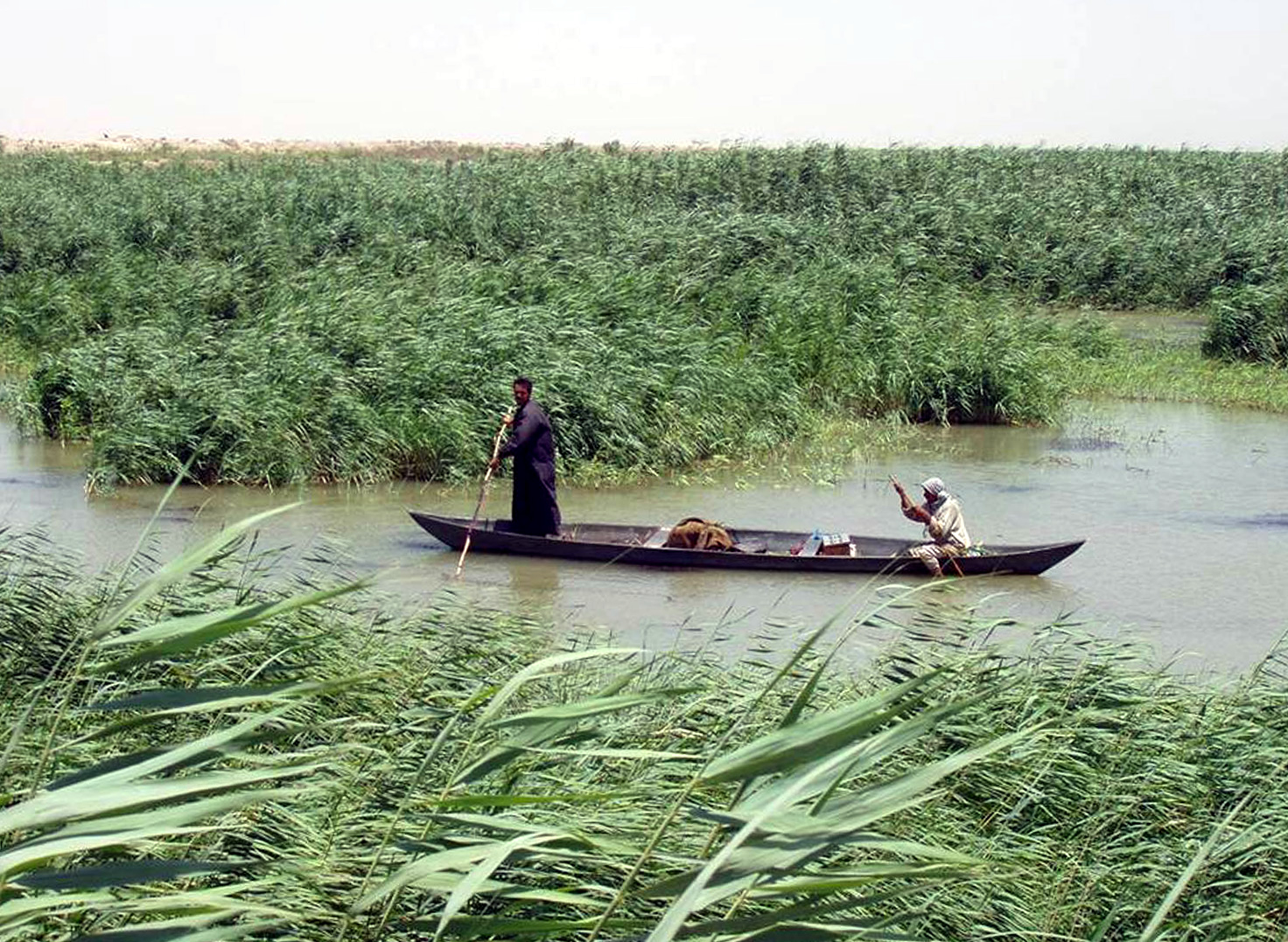
Basrasångaren förekommer nästan enbart i våtmarkerna kring Eufrat och Tigris i Irak.

## Status och hot
Arten har minskat mycket kraftigt till följd av utdikning av våtmarkerna där den häckar. Beståndet har stabiliserats, men perioder med torka och förnyade vattennivåsänkningar har lett till att dess levnadsmiljö krympt igen. Osäkerhet råder även kring dammprojekt och på vilket sett arten kan påverkas av klimatförändringar. Internationella naturvårdsunionen kategoriserar den därför som starkt hotad (EN). Världspopulationen uppskattas till mellan 1 500 och 7 500 vuxna individer.

## Namn
Basra är namnet på en stad i Irak i basrasångarens kärnområde.